# Arrête ton char... bidasse !
Pour plus de détails, voir Fiche technique et Distribution.
Arrête ton char... bidasse ! est un film français réalisé par Michel Gérard, sorti en 1977.

## Synopsis
1976, une année très chaude en Europe. Quatre jeunes appelés français font leur service militaire en Allemagne. Ils se sentent loin de la France, et la caserne a pour eux des allures de prison, d'autant que les sorties le soir dans les villes de garnison allemandes ne sont pas particulièrement amusantes. Mais ces quatre appelés du contingent ne manquent pas d'imagination pour mettre de l'ambiance dans la caserne... surtout avec l'aide de charmantes jeunes allemandes très sexy et particulièrement attirées par les "petits français".

## Fiche technique
- Titre : Arrête ton char... bidasse !
- Réalisation : Michel Gérard
- Scénario : Michel Gérard et Werner P. Zibaso
- Production : Franz Antel, Yvon Guézel, Lothar H. Krischer et Jacques-Henri Marin
- Musique : Darry Cowl et Jean-Michel Defaye
- Photographie : Jean Monsigny
- Pays d'origine :  France
- Format : couleur
- Genre : comédie
- Durée : 90 minutes
- Date de sortie : 7 décembre 1977

## Distribution
- Darry Cowl : Colonel Lessard
- Pierre Tornade : Capitaine Marcus
- Robert Castel : Rodriguez
- Stéphane Hillel : Raoul
- Rémi Laurent : Francis
- Michel Melki : Joël
- Philippe Ricci : Luc
- Jacques Faber: Lieutenant Finclair
- Olivia Pascal : Maria
- Evelyne Kraft : Karin
- Angelika Hauff : la mère de Maria
- Michel Bonnet : le chef Boutret
- Frederic Duru : Caporal Benoît